# Kroppsfixering

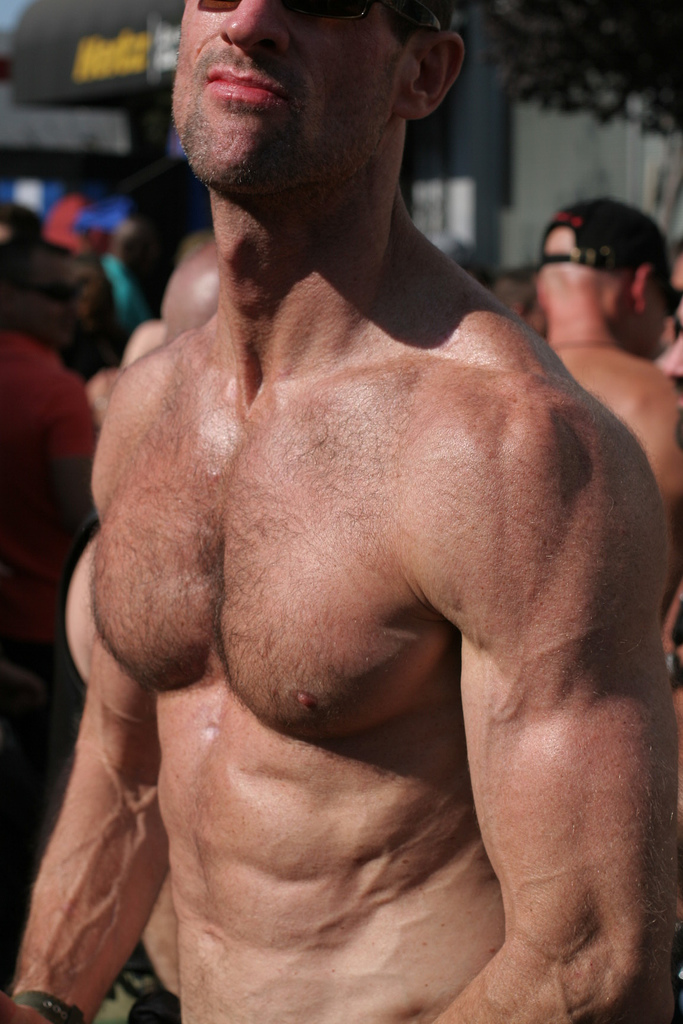
Kroppsfixerad man?

Kroppsfixering är ett tillstånd när man har, eller uppfattas ha, ett överdrivet intresse av sin kropp och sitt utseende. För flickor och kvinnor handlar det ofta om ett smalhetsideal. För pojkar och män handlar det ofta om att ha en välbyggd kropp.

## Ätstörningar
En kroppsfixering som kretsar kring vikten kan leda till ätstörningar. Exempel på fixeringar är figurfixering och viktfixering

## Både biologiskt och kulturellt betingat
Det finns ett starkt biologiskt betingat intresse av att "se bra ut". Det beror på driften att hitta en sexuell partner. Uppfattningen om hur man skall se ut för att "se bra ut" är dock kulturellt betingat.

## Subkulturer med inbyggd kroppsfixering
Exempelvis finns det i västvärlden ett skönhetsideal där smalhet, till en viss gräns, ses som attraktivt (i synnerhet för kvinnor). Se exempelvis Liukko (1999), som visat att det smala skönhetsidealet formar individer från barndomen till vuxenblivandet, och att uppfattningen om att man måste ha "koll på sin vikt" är kulturellt betingad. Råstam och Gillberg (1990) menar att ungdomar i subkulturer med inbyggd kroppsfixering, såsom dansare, fotomodeller och vissa idrottare löper större risk än andra att få problem med ätstörningar (anorexi och bulimi).